# Formosotoxotus uenoi
Formosotoxotus uenoi är en skalbaggsart som beskrevs av Ohbayashi N. 1995. Formosotoxotus uenoi ingår i släktet Formosotoxotus och familjen långhorningar. Inga underarter finns listade i Catalogue of Life.